# Egesippo di Meciberna
Egesippo di Meciberna (in greco antico: Ἠγήσιππος?, Hegèsippos; in latino Hegesippus; Meciberna, ... – ...; fl. IV secolo a.C.) è stato uno storico e geografo greco antico.

## Biografia
Nato a Meciberna, nella Penisola Calcidica, Egesippo sarebbe vissuto intorno al IV secolo a.C.

## Opere
Scrisse una Descrizione della penisola di Pallene e un'opera in più libri Su Mileto, di cui Partenio di Nicea ci ha conservato un frammento di ciascuna. Egesippo è, altresì, citato da Dionigi di Alicarnasso e da Stefano di Bisanzio.